# El despertar de l'amor
El despertar de l'amor (títol original en anglès: The Fine Art of Love: Mine Ha-Ha) és una pel·lícula eròtica dramàtica de 2005 dirigida per John Irvin. Protagonitzada per Jacqueline Bisset, Hannah Taylor-Gordon i Mary Nighy, es basa en la Mina-Haha, o l'educació corporal de les noies pel dramaturg alemany Frank Wedekind. Es va estrenar al Festival de Cinema de Venècia de 2005. La pel·lícula va ser classificada R per contingut sexual pertorbador, la nuesa i algunes violències incloent una violació brutal. Ha estat doblada al català.

## Argument
Turíngia, Alemanya, al segle xx. Un grup de noies joves es va criar en un col·legi al mig de boscos foscos i llacs ombrívols. La jove Hidalla i les seves amigues Irene, Vera, Blanka, Melusine i Rain són educades en un món aïllat: les noies no saben res de la vida fora dels murs amples i alts de la universitat.

## Repartiment
- Jacqueline Bisset: La directora
- Hannah Taylor Gordon: Irene
- Natalia Tena: Vera
- Anna Maguire: Melusine
- Anya Lahiri: Rain
- Emily Pimm: Blanka
- Mary Nighy: Hidalla

## Crítica
- «Una d'aquestes produccions europees sense cap identitat que acaba tocant massa mans. (…) una història que no indaga en la ment dels seus personatges i que mai troba el to adequat.»[2]